# Charles Rosa
Charles Rosa (Peabody, Massachusetts, Estados Unidos, 24 de agosto de 1986) es un artista marcial mixto estadounidense que compite en la división de peso pluma.

## Primeros años
Es de ascendencia italiana y, hijo de Chucky y Mary Rosa, nació y se crio en Peabody, Massachusetts. El padre, el abuelo y el tío de Rosa eran boxeadores profesionales. Rosa tenía dos hermanos mayores, Domenic y Vincent, que ambos murieron de sobredosis accidental de drogas. También tiene una hermana, Teresa, y dos hermanos menores, Lucas y Francis. Cuando crecía, Rosa jugaba al fútbol, al hockey y al lacrosse, y también se entrenaba en karate.
Continuó jugando lacrosse en la Universidad Johnson & Wales, donde también obtuvo un título en las artes culinarias. Tras graduarse en la universidad, Rosa se trasladó a Florida en busca de un nuevo comienzo. Buscando un gimnasio de boxeo, se topó con el gimnasio American Top Team, donde comenzó a entrenar en artes marciales mixtas.

## Carrera en las artes marciales mixtas

### Inicios
Compiló un récord de MMA amateur de 11-2 e hizo su debut profesional en 2012 compitiendo en promociones regionales a través del noreste de Estados Unidos. Él compiló un récord invicto de 9-0, terminando todos sus oponentes antes de firmar con la UFC en el verano de 2014.

### Ultimate Fighting Championship
Debutó en la UFC contra Dennis Siver el 4 de octubre de 2014 en UFC Fight Night: Nelson vs. Story.  Perdió el combate por decisión unánime. Este combate le valió el premio a la Pelea de la Noche.
Se enfrentó a Sean Soriano el 18 de enero de 2015 en UFC Fight Night: McGregor vs. Siver. Ganó el combate por sumisión en el tercer asalto.
Se enfrentó a Yair Rodríguez el 13 de junio de 2015 en UFC 188. Perdió el combate por decisión dividida. Este combate le valió el premio a la Pelea de la Noche.
Se esperaba que se enfrentara a Jimy Hettes el 17 de enero de 2016 en UFC Fight Night: Dillashaw vs. Cruz. Sin embargo, Hettes se retiró del combate en la semana previa al evento y fue sustituido por Augusto Mendes. Solo dos días después, Mendes fue retirado del combate y sustituido por Kyle Bochniak. Ganó el combate por decisión unánime.
Se enfrentó a Shane Burgos el 8 de abril de 2017 en UFC 210. Perdió el combate por TKO en el tercer asalto. Este combate le valió el premio a la Pelea de la Noche.
Se esperaba que se enfrentara a Mizuto Hirota el 23 de septiembre de 2017 en UFC Fight Night: Saint Preux vs. Okami. Sin embargo, el combate fue cancelado el día del pesaje, ya que Hirota no alcanzó el peso y fue considerado médicamente no apto para competir.
Se esperaba que se enfrentara a Dan Ige el 20 de enero de 2018 en UFC 220. Sin embargo, el 22 de diciembre de 2017, se informó que fue retirado del evento debido a una lesión en el cuello.

Tuve ese momento en el que el médico me dijo: 'Deberías considerar colgarlo [debido a tu lesión en el cuello]'. Casi se me saltan las lágrimas cuando lo dijo. Se hizo el silencio en la sala. Me paré y dije: '¿Cuál es la otra opción? No lo dijo, así que le dije cuál era la otra opción: 'Voy a desafiar todas las probabilidades y voy a vencer esto. Voy a trabajar duro y voy a hacer todo lo posible para volver.

Tras un parón de 30 meses por una lesión en el cuello, regresó y se enfrentó a Manny Bermudez el 18 de octubre de 2019 en UFC on ESPN: Reyes vs. Weidman. En el pesaje, Bermudez pesó 148 libras, 2 libras por encima del límite de peso pluma de 146. El combate se celebró en el peso acordado. Bermudez fue multado con el 20% de su bolsa, que fue para Rosa. Ganó el combate por sumisión en el primer asalto. Esta victoria le valió el premio a la Actuación de la Noche.
Se esperaba que se enfrentara a Bryce Mitchell el 2 de mayo de 2020 en UFC Fight Night: Hermansson vs. Weidman. Sin embargo, el 9 de abril, el presidente de la UFC, Dana White, anunció que este evento fue pospuesto y el combate finalmente tuvo lugar el 9 de mayo de 2020 en UFC 249. Perdió el combate por decisión unánime.
Se enfrentó a Kevin Aguilar el 13 de junio de 2020 en UFC on ESPN: Eye vs. Calvillo. Ganó el combate por decisión dividida.
Se enfrentó a Darrick Minner el 20 de febrero de 2021 en UFC Fight Night: Blaydes vs. Lewis. Perdió el combate por decisión unánime.
Se enfrentó a Justin Jaynes el 26 de junio de 2021 en UFC Fight Night: Gane vs. Volkov. Ganó el combate por decisión dividida.
Se enfrentó a Damon Jackson el 9 de octubre de 2021 en UFC Fight Night: Dern vs. Rodriguez. Perdió el combate por decisión unánime.
Se enfrentó a T.J. Brown el 15 de enero de 2022 en UFC on ESPN: Kattar vs. Chikadze. Junto con el combate, firmó un nuevo contrato de cuatro combates con la UFC. Perdió el combate por decisión unánime.
Se enfrentó a Nathaniel Wood el 23 de julio de 2022 en UFC Fight Night: Blaydes vs. Aspinall. Perdió el combate por decisión unánime.
El 10 de agosto de 2023, se anunció que Rosa ya no estaba en la lista de UFC.

### Global Fight League
El 11 de diciembre de 2024, se anunció que Rosa firmó con Global Fight League (GFL). El 24 de enero de 2025, se anunció que fue reclutado por el equipo GFL de Miami. Está programado para enfrentarse a Khumoyun Tukhtamuradov en el evento inaugural de la Global Fight League el 24 de mayo de 2025 en GFL 1.

## Vida personal
Además de competir, trabaja como chef en un restaurante de carne de lujo, Cut 432, en Delray Beach, Florida.

## Campeonatos y logros
- Ultimate Fighting Championship
  - Pelea de la Noche (tres veces) vs. Dennis Siver, Yair Rodríguez, y Shane Burgos[8][14][19]
  - Actuación de la Noche (una vez)  vs. Manny Bermudez[35]

## Récord en artes marciales mixtas
| Resultado | Récord | Oponente             | Método                                    | Evento                                | Fecha                  | Ronda | Tiempo | Localización                  | Notas                                                                                      |
| --------- | ------ | -------------------- | ----------------------------------------- | ------------------------------------- | ---------------------- | ----- | ------ | ----------------------------- | ------------------------------------------------------------------------------------------ |
| Derrota   | 14-8   | Nathaniel Wood       | Decisión (unánime)                        | UFC Fight Night: Blaydes vs. Aspinall | 23 de julio de 2022    | 3     | 5:00   | Londres                       |                                                                                            |
| Derrota   | 14-7   | T.J. Brown           | Decisión (unánime)                        | UFC on ESPN: Kattar vs. Chikadze      | 15 de enero de 2022    | 3     | 5:00   | Las Vegas, Nevada             | Combate de peso ligero.                                                                    |
| Derrota   | 14-6   | Damon Jackson        | Decisión (unánime)                        | UFC Fight Night: Dern vs. Rodriguez   | 9 de octubre de 2021   | 3     | 5:00   | Las Vegas, Nevada             |                                                                                            |
| Victoria  | 14-5   | Justin Jaynes        | Decisión (dividida)                       | UFC Fight Night: Gane vs. Volkov      | 26 de junio de 2021    | 3     | 5:00   | Las Vegas, Nevada             |                                                                                            |
| Derrota   | 13-5   | Darrick Minner       | Decisión (unánime)                        | UFC Fight Night: Blaydes vs. Lewis    | 20 de febrero de 2021  | 3     | 5:00   | Las Vegas, Nevada             |                                                                                            |
| Victoria  | 13-4   | Kevin Aguilar        | Decisión (dividida)                       | UFC on ESPN: Eye vs. Calvillo         | 13 de junio de 2020    | 3     | 5:00   | Las Vegas, Nevada             | Combate de peso ligero.                                                                    |
| Derrota   | 12-4   | Bryce Mitchell       | Decisión (unánime)                        | UFC 249                               | 9 de mayo de 2020      | 3     | 5:00   | Jacksonville, Florida         |                                                                                            |
| Victoria  | 12-3   | Manny Bermudez       | Sumisión (barra de brazo)                 | UFC on ESPN: Reyes vs. Weidman        | 18 de octubre de 2019  | 1     | 2:46   | Boston, Massachusetts         | Combate de peso acordado (148 libras); Bermidez no alcanzó el peso. Actuación de la Noche. |
| Derrota   | 11-3   | Shane Burgos         | TKO (puñetazos)                           | UFC 210                               | 8 de abril de 2017     | 3     | 1:59   | Búfalo, Nueva York            | Pelea de la Noche.                                                                         |
| Victoria  | 11-2   | Kyle Bochniak        | Decisión (unánime)                        | UFC Fight Night: Dillashaw vs. Cruz   | 17 de enero de 2016    | 3     | 5:00   | Boston, Massachusetts         |                                                                                            |
| Derrota   | 10-2   | Yair Rodríguez       | Decisión (dividida)                       | UFC 188                               | 13 de junio de 2015    | 3     | 5:00   | Ciudad de México              | Pelea de la Noche.                                                                         |
| Victoria  | 10-1   | Sean Soriano         | Sumisión (estrangulamiento D'Arce)        | UFC Fight Night: McGregor vs. Siver   | 18 de enero de 2015    | 3     | 4:43   | Boston, Massachusetts         |                                                                                            |
| Derrota   | 9-1    | Dennis Siver         | Decisión (unánime)                        | UFC Fight Night: Nelson vs. Story     | 4 de octubre de 2014   | 3     | 5:00   | Estocolmo                     | Pelea de la Noche.                                                                         |
| Victoria  | 9-0    | Jake Constant        | Sumisión (barra de brazo)                 | CES MMA 25                            | 8 de agosto de 2014    | 1     | 3:36   | Lincoln, Rhode Island         | Combate de peso acordado (149 libras).                                                     |
| Victoria  | 8-0    | Brylan Van Artsdalen | Sumisión (barra de brazo)                 | CES MMA 22                            | 14 de marzo de 2014    | 1     | 3:25   | Lincoln, Rhode Island         | Debut en el peso pluma.                                                                    |
| Victoria  | 7-0    | Keith Richardson     | TKO (puñetazos)                           | Fight Lab 35                          | 8 de febrero de 2014   | 2     | 2:08   | Charlotte, Carolina del Norte | Combate de peso ligero.                                                                    |
| Victoria  | 6-0    | Ralph Johnson        | Sumisión (estrangulamiento de anaconda)   | CES MMA 20                            | 6 de diciembre de 2013 | 1     | 3:03   | Lincoln, Rhode Island         |                                                                                            |
| Victoria  | 5-0    | Steve McCabe         | Sumisión (corbata peruana)                | CES MMA: Rise or Fall                 | 4 de octubre de 2013   | 1     | 1:39   | Lincoln, Rhode Island         | Combate de peso ligero.                                                                    |
| Victoria  | 4-0    | Sylvester Murataj    | TKO (puñetazos)                           | CES MMA: Gold Rush                    | 29 de agosto de 2013   | 1     | 0:46   | Lincoln, Rhode Island         | Debut en el peso wélter.                                                                   |
| Victoria  | 3-0    | Aaron Steadman       | Sumisión (estrangulamiento por triángulo) | CFA 11                                | 24 de mayo de 2013     | 1     | 3:26   | Coral Gables, Florida         |                                                                                            |
| Victoria  | 2-0    | Jason Jones          | TKO (puñetazos)                           | CFA 10                                | 19 de enero de 2013    | 1     | 3:52   | Coral Gables, Florida         | Debut en el peso ligero.                                                                   |
| Victoria  | 1-0    | Hauley Tillman       | Sumisión (barra de brazo)                 | CFA 9                                 | 24 de agosto de 2012   | 1     | 1:56   | Fort Lauderdale, Florida      | Combate de peso acordado (158 libras).                                                     |